# Wellington East
Wellington East är en ort i Australien. Den ligger i regionen The Coorong och delstaten South Australia, omkring 85 kilometer sydost om delstatshuvudstaden Adelaide.
Trakten runt Wellington East är nära nog obefolkad, med mindre än två invånare per kvadratkilometer.. Närmaste större samhälle är Tailem Bend, omkring 10 kilometer nordost om Wellington East.
Trakten runt Wellington East består till största delen av jordbruksmark. Genomsnittlig årsnederbörd är 513 millimeter. Den regnigaste månaden är juni, med i genomsnitt 86 mm nederbörd, och den torraste är december, med 16 mm nederbörd.